# Place Alexandre-Nevski
Pour les articles homonymes, voir Plochtchad Alexandra Nevskogo (homonymie).
La place Alexandre-Nevski (Plochtchad Alexandra Nevskogo) est une place de la ville de Saint-Pétersbourg en Russie, située dans le prolongement du Pont Alexandre-Nevski.

## Historique
Nommée « place rouge » au début de la période soviétique en 1923, elle a retrouvé son nom en 1952.

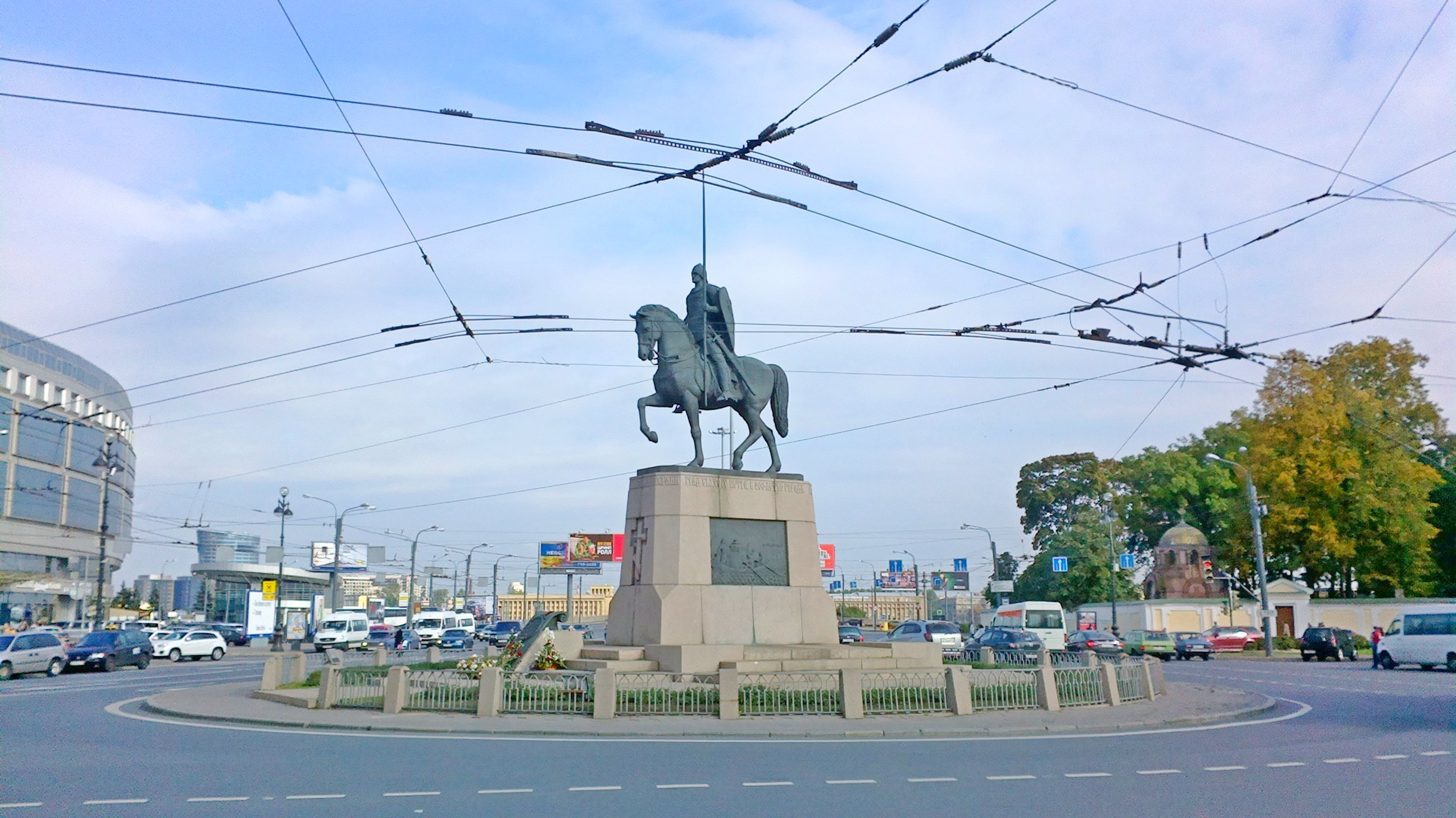
La statue d'Alexandre Nevski au centre de la place.